# Бесд
Бесд (нід. Beesd) — село в нідерландській провінції Гелдерланд. Входить до муніципалітету Вест-Бетюве.
Перша згадка про населений пункт датується 1224-им роком. Раніше мало статус окремого муніципалітету.

## Відомі мешканці
Протягом 1863—1867 років пастором у реформистській церкві Бесда служив Абрагам Кьойпер, майбутній прем'єр-міністр Нідерландів.

## Галерея

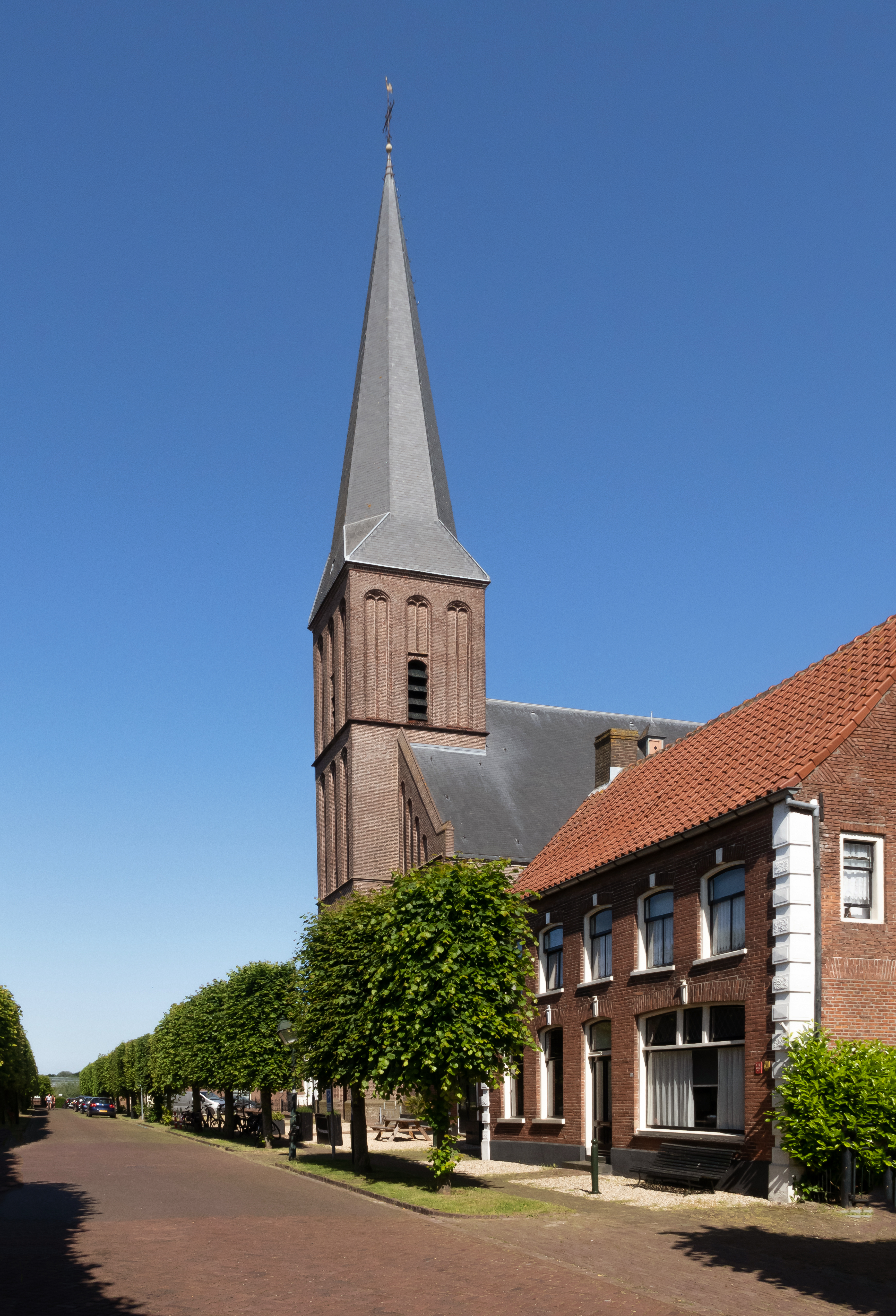
Церква
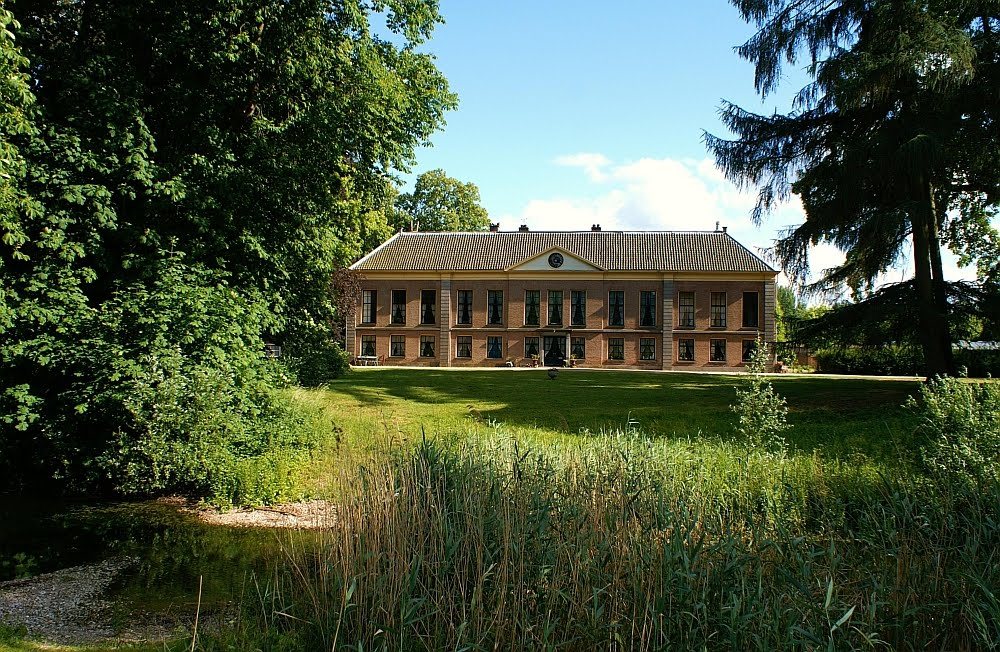
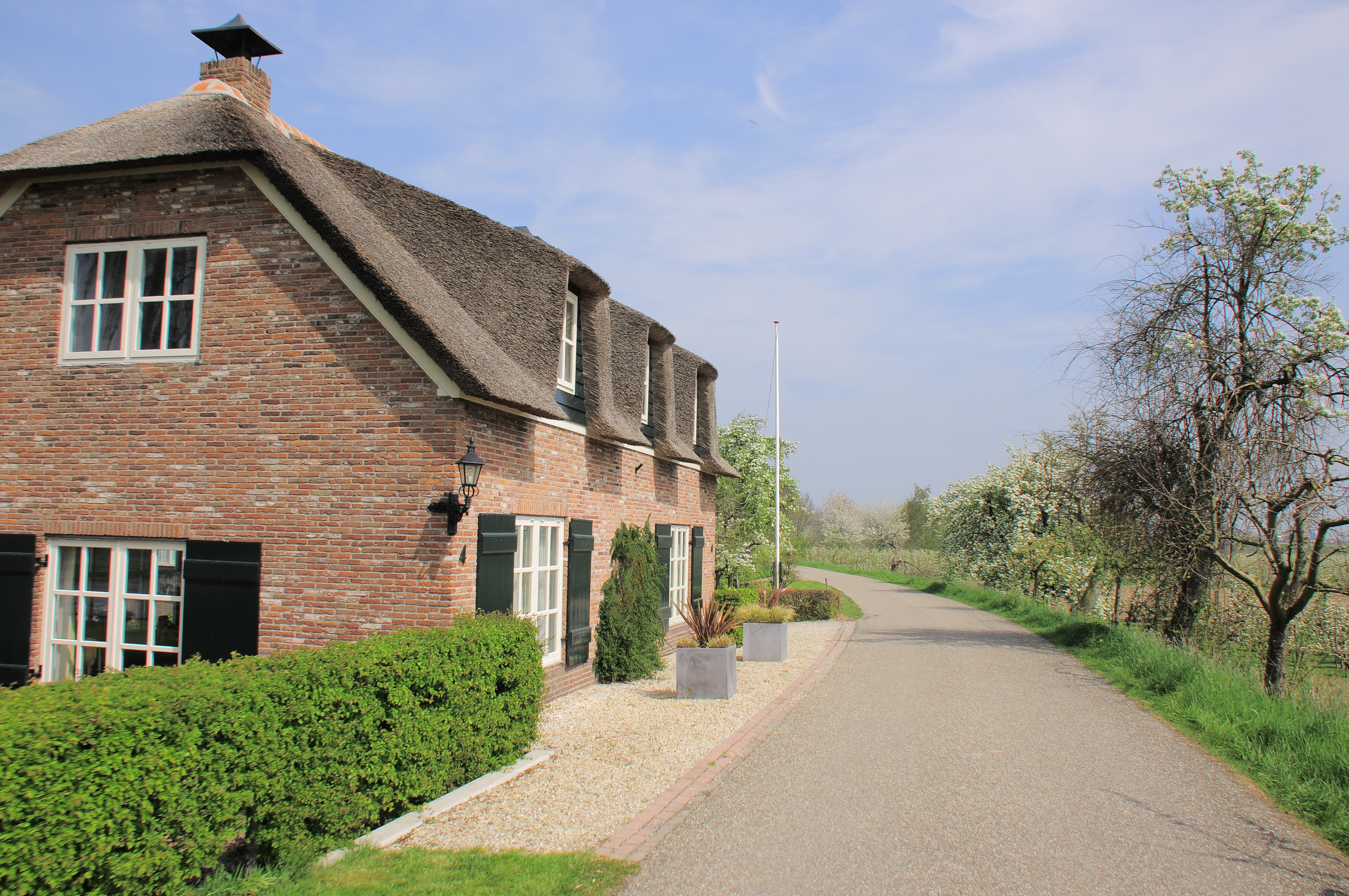
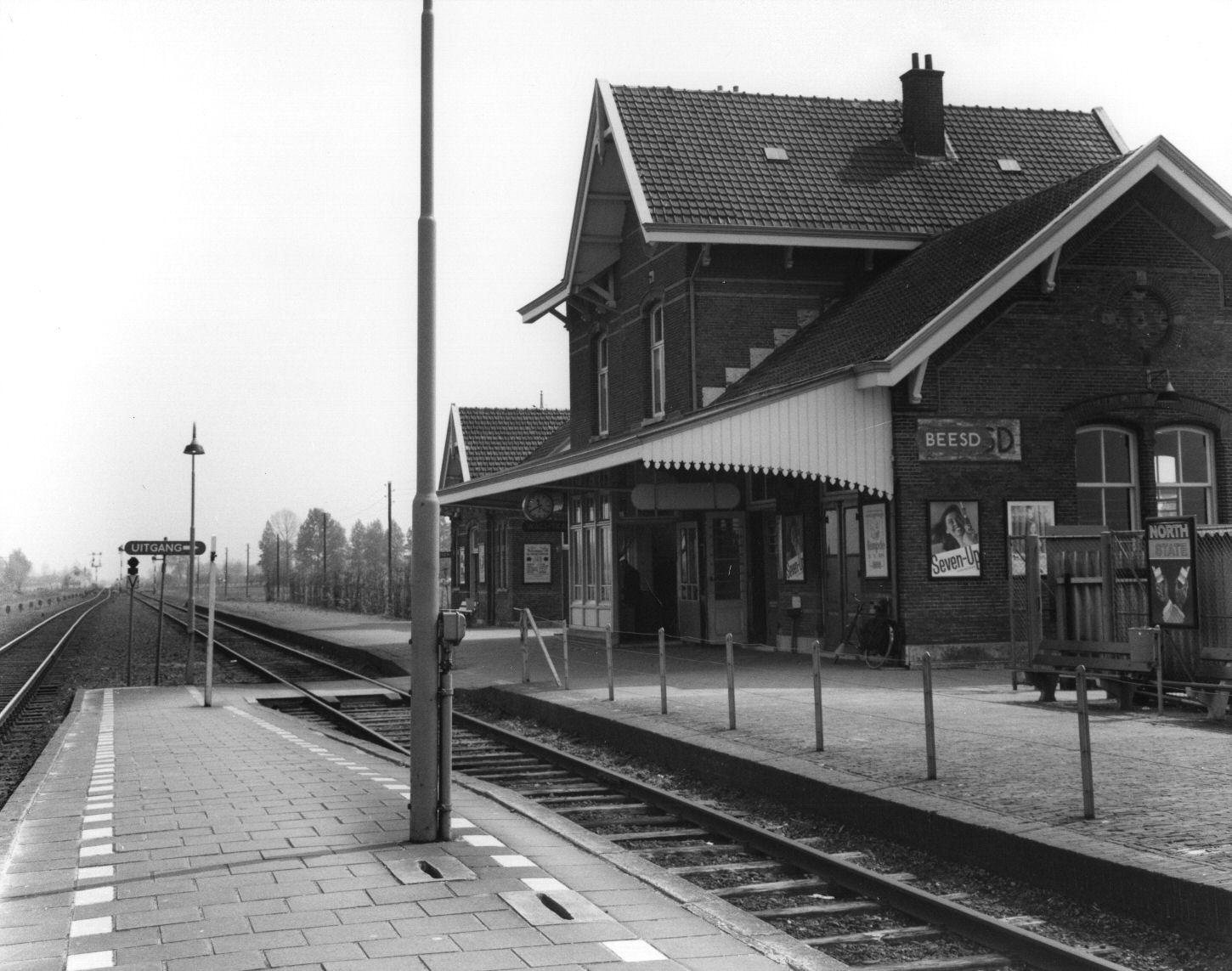
Колишня залізнична станція